# Иванов, Иван Иванович (военачальник)
Иван Иванович Иванов (15 [28] января 1897, д. Трупехино, Новгородская губерния — 8 июля 1968, Москва) — советский военачальник. Герой Советского Союза (30.10.1943). Генерал-лейтенант (1944).

## Начальная биография
Иван Иванович Иванов родился 15 (28) января 1897 года в деревне Трупехино в крестьянской семье. Окончив 5 классов частной гимназии Г. К. Штемберга в Санкт-Петербурге, с 1911 года работал наборщиком в типографии П. О. Яблонского, с 1915 в типографии «Газета-копейка».

## Первая мировая и гражданская войны
В июле 1916 года вступил добровольцем в ряды Русской императорской армии на правах вольноопределяющегося. В том же году окончил 2-ю Петергофскую школу прапорщиков, после чего 15 сентября 1916 года произведён в чин прапорщика и назначен командиром взвода 9-го Финляндского стрелкового полка. Воевал на Юго-Западном фронте. После Февральской революции был демобилизован, вернулся в Петроград, снова стал работать наборщиком в типографии газеты «Русская воля».
Принял участие в Октябрьской революции. В декабре 1917 года вступил в Красную Гвардию, был помощником начальника связи красногвардейского отряда петроградских рабочих-печатников. С января 1918 — командир роты 1-го коммунистического батальона. Участвовал в боях против финских войск в период Гражданской войны в Финляндии.
В июле 1918 года вступил в Красную Армию. С октября по декабрь 1918 года состоял в распоряжении строевого отдела штаба Петроградского военного округа. Принимал участие в Гражданской войне в России. С декабря 1918 года командовал ротой и батальоном 14-го Гатчинского стрелкового полка (2-й стрелковой дивизии), с августа 1919 года — командир роты на Первых Советских пехотных командных курсах. Участник обороны Петрограда от войск генерала Н. Н. Юденича в 1919 году, был ранен.
С июня 1920 года принимал участие в советско-польской войне, командовал батальоном 106-го стрелкового полка (12-я стрелковая дивизия, 4-я армии, Западного фронта), а затем в военных действиях против петлюровцев.

## Межвоенное время
В 1921 году Иванов окончил Высшие повторные курсы комсостава Войск Украины и Крыма в Харькове. С ноября 1921 года командовал батальоном в 7-м, 3-м и 1-м отдельном полках частей особого назначения (ОСНАЗ) в Харькове. С декабря 1923 года командовал отдельным Сумским батальоном ОСНАЗ, а с июля 1924 года по сентябрь 1925 года — Старобельской ротой ОСНАЗ. В 1925 году вступил в ВКП(б).
В 1926 году окончил курсы физического образования начальствующего состава РККА в Ленинграде, после чего командовал ротой и батальоном в 70-м стрелковом полку 24-й стрелковой дивизии Украинского военного округа (Винница). С августа 1930 года вновь на учёбе.
В 1931 году окончил Стрелково-тактические курсы усовершенствования комсостава РККА «Выстрел» и с июня 1931 года командовал 26-м отдельным пулемётным батальоном Украинского ВО (Коростень).
В 1935 году заочно окончил Военную академию РККА имени М. В. Фрунзе. С января 1936 года командовал 260-м стрелковым полком 87-й стрелковой дивизии, с апреля по октябрь 1938 — 132-м стрелковым полком 44-й стрелковой дивизии (Украинский военный округ).
В 1939 году окончил Курсы усовершенствования высшего начальствующего состава при Академии Генерального штаба РККА и с апреля 1939 года служил на должности помощника командира 72-й стрелковой дивизии Киевского Особого военного округа (Винница), а с июля 1940 года командовал 187-й стрелковой дивизией.

## Великая Отечественная война
С июня 1941 года принимал участие в военных действиях на фронтах Великой Отечественной войны. В начале июля 1941 года дивизия была переброшена на Западный фронт, где принимала участие в Смоленском сражении в составе 45-го стрелкового корпуса (13-я армия), а затем 21-го стрелкового корпуса (21-я армия). С августа 1941 года дивизия оборонялась на Гомельском направлении в составе 28-го стрелкового корпуса 21-й армии, затем — на Конотопском и Черниговском направлениях. Участник Киевской оборонительной операции. 15 сентября 1941 года полковник Иванов был тяжело ранен.
В январе 1942 года вернулся в строй и был назначен на должность командира формирующейся 8-й стрелковой дивизии Среднеазиатского военного округа (Семипалатинск). В апреле дивизия прибыла на Брянский фронт. Принимал участие в Воронежско-Ворошиловградской оборонительной операции на Елецком направлении. В январе 1943 года дивизия участвовала в Воронежско-Касторненской наступательной операции, в феврале — в Малоархангельской наступательной операции.
С июня 1943 года командовал 18-м стрелковым корпусом 65-й армии Центрального фронта. Корпус отличился в боях оборонительного этапа Курской битвы, в Орловской наступательной операции в августе 1943 года, в том числе при освобождении города Дмитровск-Орловский.
Особенно успешно командир 18-го стрелкового корпуса генерал-майор И. И. Иванов действовал в ходе битвы за Днепр. В Черниговско-Припятской операции в сентябре 1943 года корпус стремительно форсировал реки Десна и Сож. Далее, 15—16 октября 1943 года передовые отряды корпуса скрытно вышли в район деревни Щитцы (Лоевский район, Гомельская область) и там с ходу форсировали реку Днепр, захватив и удержав плацдарм. Генерал Иванов обеспечил непрерывную переправу на плацдарм следующих частей корпуса и ведение активного наступательного боя на нём. К исходу 16 октября плацдарм составлял 8 километров по фронту и до 4 километров в глубину. Он обеспечил успешное форсирование Днепра войсками 65-й армии. К 23 октября глубина плацдарма превысила уже 30 километров.
Указом Президиума Верховного Совета СССР от 30 октября 1943 года «за успешное форсирование реки Днепр, прочное закрепление плацдарма на западном берегу реки Днепр и проявленные при этом отвагу и геройство» генерал-майору Ивану Ивановичу Иванову присвоено звание Героя Советского Союза с вручением ордена Ленина и медали «Золотая Звезда» (№ 1704).
18-й стрелковый корпус участвовал в Гомельско-Речицкой, Калинковичско-Мозырской, Бобруйской, Люблин-Брестской наступательных операциях, в том числе в освобождении населённых пунктов Осиповичи, Барановичи, Слоним, Черемха. Командовал корпусом до 27 декабря 1944 года.
7 февраля 1945 года генерал-лейтенант И. И. Иванов был назначен на должность командира 124-го стрелкового корпуса 48-й армии 2-го Белорусского фронта (затем в 50-й армии 3-го Белорусского фронта), который в ходе Восточно-Прусской операции освободил города Вормдитт и Мельзак, а в ходе Кёнигсбергской наступательной операции принимал участие в штурме Кёнигсберга и очищении от врага берегов залива Фришес-Хафф.

### Послевоенная служба, репрессии и реабилитация

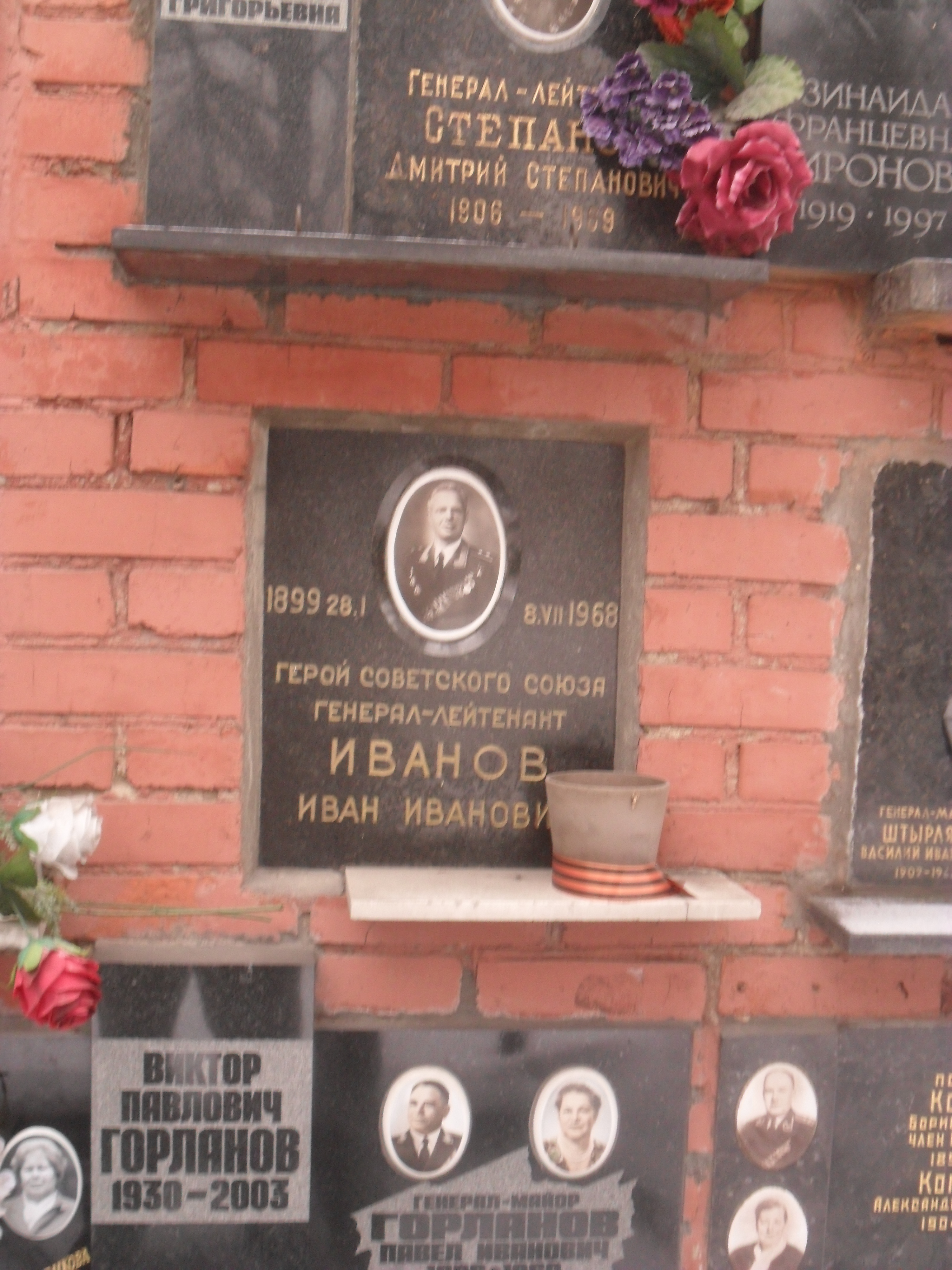
Плита над захоронением И. И. Иванова в колумбарии Новодевичьего кладбища Москвы.

После войны продолжил службу в Советской Армии и командовал тем же корпусом, переданным в Киевский военный округ. С марта 1946 года — старший преподаватель Высшей военной академии имени К. Е. Ворошилова. С июня 1946 по октябрь 1949 года командовал 85-м стрелковым корпусом в Дальневосточном военном округе. С марта 1950 года по январь 1952 года — заместитель командира 41-го стрелкового корпуса Белорусского военного округа. Однако Иванов вскоре был отстранён от должности и был зачислен в распоряжение Главного управления кадров Военного министерства, а затем был арестован. 2 июня 1952 года осуждён по статье 58—10 УК РСФСР Военной Коллегией Верховного суда СССР и приговорён к 10 годам лишения свободы с отбыванием срока в исправительно-трудовых лагерях и с поражением в правах на 5 лет. Кроме того, 2 октября 1952 года постановлением Совета министров СССР он был лишен воинского звания, в Постановлением Верховного Совета СССР от 2 октября 1952 года лишен звания Героя Советского Союза и наград. Почти сразу он был уволен из рядов армии.
В 1953 году И. И. Иванов был освобождён, а приговор был отменён. 14 августа 1953 года он был восстановлен в звании Героя Советского Союза и ему возвращены все награды, 15 августа Постановлением Совета министров СССР восстановлен в прежнем воинском звании и вскоре был направлен на учёбу.
В 1954 году окончил Высшие академические курсы при Высшей военной академии имени К. Е. Ворошилова и в июле 1954 года был назначен на должность помощника командующего войсками Северного военного округа по военно-учебным заведениям.
В апреле 1955 года генерал-лейтенант И. И. Иванов вышел в запас. Жил в Москве, умер 8 июля 1968 года. Урна с прахом И. И. Иванова захоронена в колумбарии Новодевичьего кладбища (секция 129, ряд 8, ниша 3).

## Награды
- Медаль «Золотая Звезда» Героя Советского Союза (30.10.1943);
- два ордена Ленина (30.10.1943, 21.02.1945);
- три ордена Красного Знамени (23.09.1943, 3.11.1944, …);
- два ордена Кутузова 1-й степени (23.07.1944, 19.04.1945);
- орден Суворова 2-й степени (8.02.1943);
- медали[4].

## Воинские звания
- Полковник (был в этом звании на 22 июня 1941 года).
- Генерал-майор (1 октября 1942 года).
- Генерал-лейтенант (13 сентября 1944 года).